# 毛叶藜芦
毛叶藜芦（学名：Veratrum grandiflorum）为黑藥花科藜芦属下的一个种。
紅酒中著名的抗氧化物白藜蘆醇就是從本物種的根部分离得到。